# Gottfried Anshelm von Lindenau
Gottfried Anshelm von Lindenau (* 8. Oktober 1693; † 10. April 1749 in Machern) war Erb-, Lehn- und Gerichtsherr aus der Familie von Lindenau sowie Besitzer der beiden Rittergüter Machern und Zeititz.
Sein Vater war Wolf von Lindenau und die Mutter Eva Maria von Warnsdorff (1655–1731). Nach dem Tod des Vaters wurde er neuer Patronatsherr von Machern und Zeititz. Als schriftsässiger Besitzer des Rittergutes Machern nahm er als Vertreter der Allgemeinen Ritterschaft an den Landtagen von 1718 und 1722 teil.
Am 10. April 1719 heiratete er Christina Elisabeth geb. von Ziegler und Klipphausen (* 11. Februar 1701 Oberwumewalde; † 26. April 1774 Leipzig), die Tochter des kursächsischen Generalleutnants und Kommandanten der Festung Königstein, Karl Gottlob von Ziegler und Klipphausen. Aus der Ehe mit der Generalstochter gingen 16 Kinder hervor, darunter Heinrich Gottlieb von Lindenau und Wolf Gottlob von Lindenau. Der Hofrat Friedrich Moritz von Heßler auf Schloss Vitzenburg war sein Schwiegersohn.
Im Auftrag und auf Kosten des Ehepaares von Lindenau fertigte der Glockengießer Johann Christoph Hiering aus Leipzig am 28. Mai 1733 eine große und eine kleine Glocke für den heute noch vorhandenen Turm des Schlosses Machern an. Diese Glocken wurden 1988 restauriert und das erneuerte Uhrwerk schlägt sie zu jeder vollen und Viertelstunde an.